# Catanduba
Catanduba là một chi nhện trong họ Theraphosidae.